# 小田急江ノ島線
江ノ島線（えのしません）は、神奈川県相模原市南区の相模大野駅から神奈川県藤沢市の藤沢駅を経由して、同市の片瀬江ノ島駅を結ぶ小田急電鉄の鉄道路線である。駅ナンバリングで使われる路線記号はOE。線形の関係上、JR東日本の東海道線と接続する藤沢駅でスイッチバックを行う。なお、実際の小田原線からの分岐は相模大野駅から0.2 km小田原寄りの相模大野分岐点である。

## 概要
相模原市南部の交通・商業拠点である相模大野から、大和市を経由して湘南エリアの中核市である藤沢市に至る。相模野台地を南北に貫き、直線が多く、曲線は少なめだが細かいアップダウンはそれなりにある。江ノ島線の東側は少し離れたところを境川の中流から下流が、西側は大和市から南で引地川が並行しているが、ともに渡らない。藤沢の先は方向転換して平地を進み、海に面した境川の河口に行き着いて、終点の片瀬江ノ島となる。
東京方面に向かう通勤通学路線であるとともに、湘南を代表する観光地である江の島エリアへのアクセスを担う。また、神奈川県を南北に縦断することから、東急田園都市線・相鉄本線・相鉄いずみ野線・横浜市営地下鉄ブルーライン・東海道線といった東京・横浜方面から放射状に延びる多数の鉄道路線との乗り換えが可能である。藤沢駅では小田急グループの江ノ島電鉄（江ノ電）と連絡している。新宿駅 - 藤沢駅間の移動においては途中経路は大きく異なるものの、JR東日本の湘南新宿ラインと競合関係にある。
特急ロマンスカーや快速急行、急行といった優等種別が小田原線新宿駅・町田駅方面と直通で運転されているが、各駅停車は相模大野駅発着の線内折り返し列車がほとんどである。各駅停車はすべて6両編成、快速急行と急行は10両編成で運転される。2022年3月12日のダイヤ改正で、片瀬江ノ島駅発着の小田原線直通列車は早朝の上り急行新宿行1本と特急ロマンスカーを除き廃止となり、快速急行と急行は原則として藤沢駅発着となった。また、各駅停車も早朝・深夜の一部の列車を除き、スイッチバックが必要な藤沢駅で系統分断された。

### 路線データ
- 路線距離：27.4km（相模大野分岐点から）
- 軌間：1067mm
- 駅数：17駅（起終点駅含む）
- 複線区間：全線
- 電化区間：全線（直流1500V）
- 閉塞方式：自動閉塞式
- 最高速度：110km/h[1]

## 路線概要

### 相模大野 - 大和
通過線を含む2面6線の相模大野駅を発車するとすぐに小田原線から分岐し右手に大野総合車両所を見て南東を向き、間もなく東林間駅へ。さらに林間都市として開発された住宅街を直線で抜け、大和市に入り右へカーブし南を向くと東急田園都市線と接続する2面2線の中央林間駅に到着する。
中央林間駅を発車すると住宅街を走りながら再び南東を向き、2面2線の南林間駅へ。さらに間もなく鶴間駅に到着。鶴間駅を発車すると住宅街を直線で抜け、国道246号（大和厚木バイパス）を跨ぎさらに東名高速道路をくぐると大和市の中心街へ入る。高架を上ると地下を走る相鉄本線と交差し2面4線の大和駅に到着する。

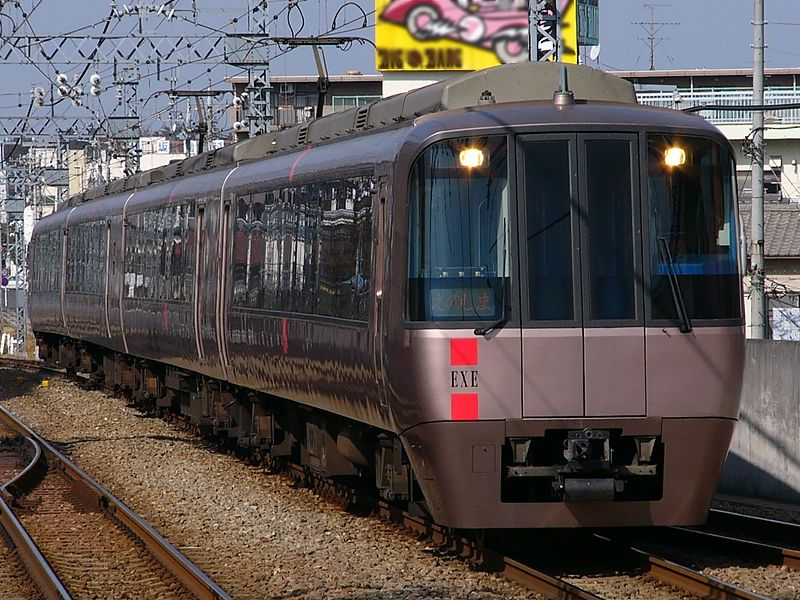
大和駅に進入する30000形「EXE」による特急「えのしま」

### 大和 - 藤沢
大和駅を発車するとしばらく市街地を高架で走り右へカーブし南を向く。この先は国道467号と平行し桜ヶ丘駅へ。その先も国道467号と並走しつつ高座渋谷駅に到着。ホーム下で東海道新幹線が交差している。発車するとしばらくして藤沢市に入る。2面4線の長後駅は藤沢市北部だけでなく綾瀬市南東部の住民の足も担っている。長後駅を発車するとしばらくして南東を向く。昭和40年代から宅地開発の進んだ湘南台地区に入ると間もなく相鉄いずみ野線・横浜市営地下鉄ブルーラインと接続する2面2線の湘南台駅に到着する。
湘南台駅を発車するとしばらく住宅街を走り、六会日大前駅へ。発車して右手に日本大学湘南キャンパス・日本大学藤沢高等学校が見えるが、この先は住宅と畑の混在する区間を走り、急勾配を駆け下りる。さらに勾配を上ると善行駅に到着する。その直後に江ノ島線唯一のトンネルを抜け、しばらくして左へカーブし国道1号をくぐると藤沢本町駅へ。ここから先は藤沢市の市街地を走る。日本精工の工場が右手に見え、左へ急カーブし東を向くと東海道本線をオーバークロスし、坂を下ると右手から片瀬江ノ島方面からの線路が合流、東海道本線・江ノ島電鉄線と接続する2面3線の藤沢駅に到着する。

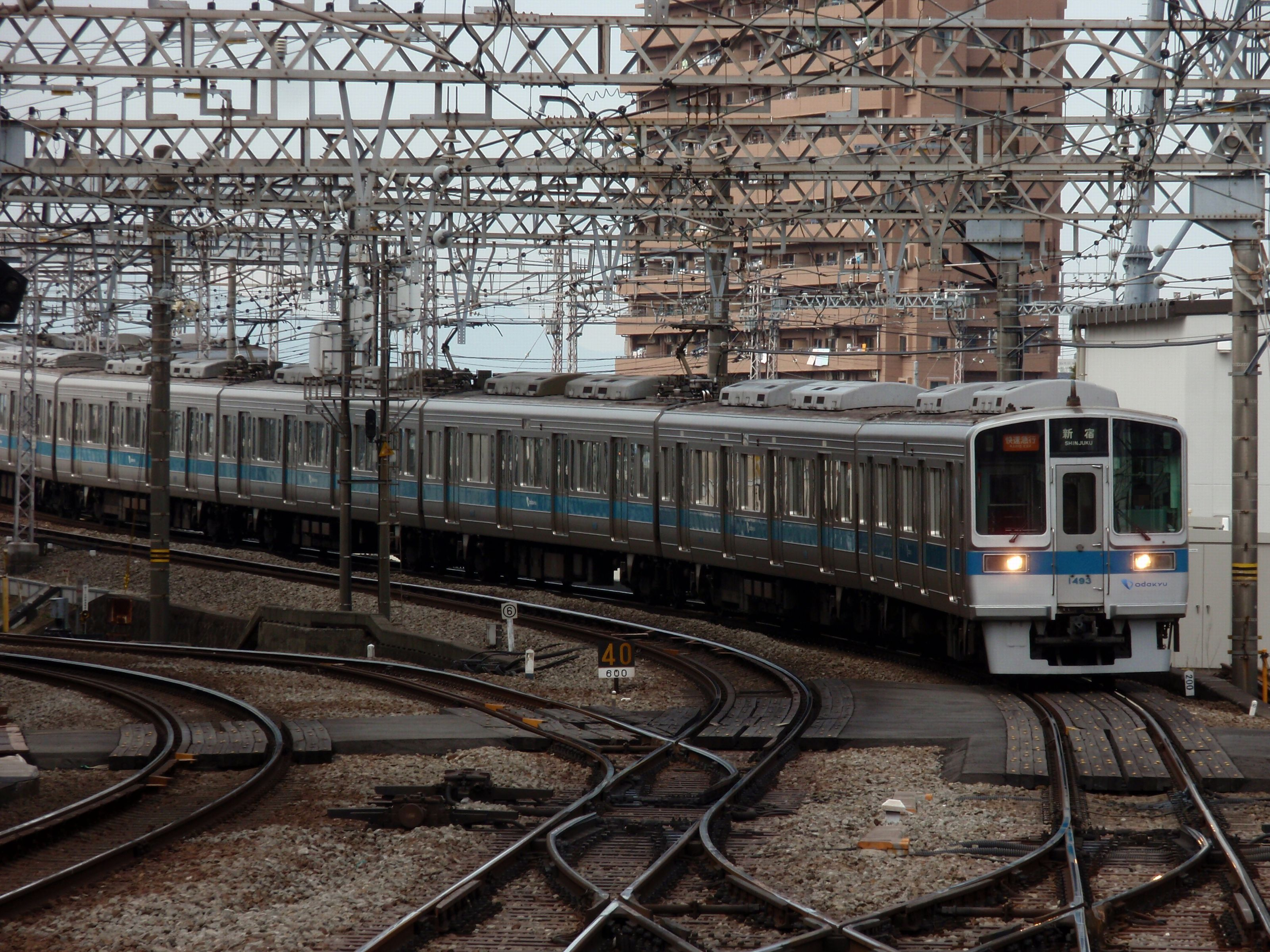
スイッチバック配線の藤沢駅に進入する1000形による快速急行、1000形がいる右側が相模大野方面、左側が江ノ島方面

### 藤沢 - 片瀬江ノ島
この区間も相模大野 - 藤沢間と同じく住宅地が広がっている。かつて急行停車駅だった本鵠沼・鵠沼海岸の2駅は相模大野 - 藤沢間の急行通過駅と同じくホーム有効長が最大6両分しかない。
スイッチバックし藤沢駅を発車すると相模大野方面の線路を右上に見ながら左にカーブして南西を向く。この先の地域は鵠沼と呼ばれ、江戸時代は天領（幕府直轄領）、明治以降は別荘地であったが、関東大震災以降政治家や実業家、上級軍人が転居してくるようになり首都圏有数の高級住宅街へと成長した。住宅街を直線で抜けると本鵠沼駅に到着。発車するとこの先で左へ大きくカーブし南東を向く。鵠沼海岸駅を発車すると車内からは見えないが完全に相模湾・国道134号と並走する。片瀬地区に入り、正面に竜宮城を模した建物（片瀬江ノ島駅舎）が見えると2面3線の片瀬江ノ島駅に到着する。駅舎を出ると境川、境川にかかる弁天橋を渡り右へ曲がると関東随一の景勝地・江の島である。

## 歴史
- 1926年（大正15年）10月4日：鉄道免許状下付（神奈川県高座郡大野村-同郡藤沢町）[6]。
- 1928年（昭和3年）4月1日：小田原急行鉄道藤沢線として大野信号所（現・相模大野駅） - 藤沢駅間が着工される。
- 1929年（昭和4年）
  - 2月13日：小田原急行鉄道片瀬線として藤沢駅 - 片瀬江ノ島駅間が着工される。
  - 4月1日[7] 小田原急行鉄道江ノ島線として大野信号所 - 片瀬江ノ島駅間を全線複線、駅数13で開業する。
- 1938年（昭和13年）4月1日：大野信号所を格上げし通信学校駅開業、起点を通信学校駅に変更。
- 1941年（昭和16年）
  - 1月1日：通信学校駅を相模大野駅に改称。
  - 10月15日：東林間都市駅を東林間駅に、中央林間都市駅を中央林間駅に、南林間都市駅を南林間駅に改称。
- 1942年（昭和17年）5月1日：東京急行電鉄との合併により、同社の路線となる（大東急の一部）。
- 1943年（昭和18年）11月16日：戦時中につき不要不急とされた藤沢駅 - 片瀬江ノ島駅間が単線となる[8]。
- 1944年（昭和19年）
  - 6月1日：西大和駅を大和駅に改称。
  - 11月27日：江ノ島線貨物営業開始認可に伴い、新長後駅で貨物扱い開始[8]。
- 1948年（昭和23年）
  - 6月1日：東京急行電鉄から小田急電鉄が分離し、江ノ島線が同社に移管される。
  - 9月18日：藤沢駅 - 本鵠沼駅間が複線に戻る[8]。
- 1949年（昭和24年）4月10日：本鵠沼駅 - 片瀬江ノ島駅間が複線に戻る[8]。
- 1952年（昭和27年）11月25日：桜ヶ丘駅開業。高座渋谷駅を藤沢側に約0.6 km移設。
- 1958年（昭和33年）4月1日：新長後駅を長後駅に改称[8]。
- 1960年（昭和35年）10月1日：善行駅開業[8]。
- 1966年（昭和41年）
  - 11月6日：江ノ島線の貨物取扱を廃止し、長後駅の貨物扱い終了[8]。
  - 11月7日：湘南台駅開業[8]。
- 1997年（平成9年）12月28日：相模大野駅が新宿側に0.2 km移転（運賃改定に伴う営業キロの変更によるもので、新駅舎の供用は1996年）。ただし江ノ島線分岐位置は旧駅位置のままで変更なく、起点が旧駅位置の相模大野分岐点となる。
- 1998年（平成10年）8月22日：六会駅を六会日大前駅に改称[9][10]。
- 2022年（令和4年）3月12日：ダイヤ改正で、片瀬江ノ島駅発着の小田原線直通列車は早朝の上り急行新宿行1本と特急ロマンスカーを除き廃止となり、快速急行と急行は原則として藤沢駅発着となった。また、各駅停車も早朝・深夜の一部の列車を除き、スイッチバックが必要な藤沢駅で系統分断された。

当初、小田原線からは座間駅（現在の相武台前駅）で分岐する予定だったが、当時の駅付近には農業地が多かったため、当時山林が主だった相模大野からの分岐となった。
藤沢 - 江ノ島間については、免許を申請した段階で、既に江ノ島電気鉄道（現・江ノ島電鉄）の藤沢 - 江ノ島 - 小町（鎌倉）間の路線（現・江ノ島電鉄線）や大船 - 江ノ島 - 茅ヶ崎間の建設予定線があった。
特に後者とは片瀬江ノ島駅付近で交差するため、当初は江ノ島電気鉄道の予定線が開業した場合には撤去するという条件の仮設線として建設された。当時としては巨額の18,000円を投じて建設された片瀬江ノ島駅の竜宮城を模した初代駅舎も、この計画の関係上、名目上は本設ではなく仮設駅舎として建設された。
しかし、着工した段階で後者の免許の期限（1930年1月）が迫っており、また江ノ島電気鉄道には着工に入るだけの資金もなくその失効が確実視されていたため、実際には小田急電鉄は本設物として同区間を建設し、予定通り免許が失効して本設物扱いに変更され、同時に片瀬江ノ島駅の仮設駅舎は本設駅舎に変更された。また、大野方面から藤沢市街地へは用地買収の手間が掛からない西側から入ることにしたが、ここからまっすぐ江ノ島へ進むと江ノ電と完全に並行することになり、経路重複を避けるよう鉄道省から指導されていたため、藤沢駅でスイッチバックを行って西側を進むルートをとった。
1984年、桜ヶ丘駅 - 高座渋谷駅間において、江ノ島線で初めてロングレールが敷設されたのを皮切りに、1997年までに江ノ島線全線でロングレール化が完了した。

## 運行形態

### 列車種別

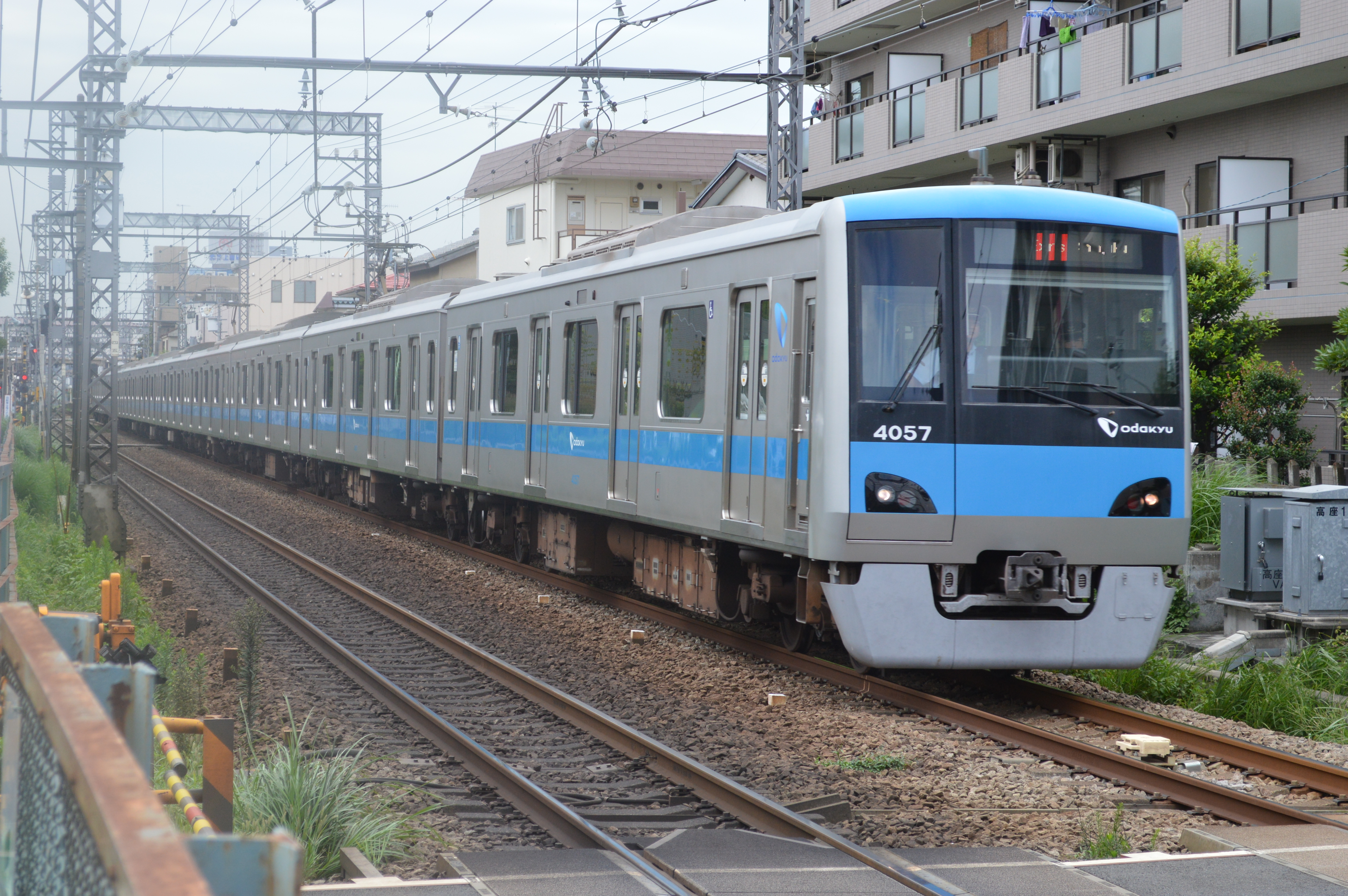
江ノ島線を走る4000形（長後駅 - 高座渋谷駅間 上り方面）

江ノ島線では特急（ロマンスカー）、快速急行、急行（朝夕のみの運転）、各駅停車の4つの種別の列車が運行されている。
日中の1時間毎の運行本数をまとめると、以下のとおりになる（2022年3月12日改正時点）。
| 種別＼駅名 | 種別＼駅名 | 新宿  | …     | 町田  | …     | 相模大野 | …     | 藤沢  | 藤沢  | …     | 片瀬江ノ島 | 備考                                                        |
| ---------- | ---------- | ----- | ----- | ----- | ----- | -------- | ----- | ----- | ----- | ----- | ---------- | ----------------------------------------------------------- |
| 運行本数   | 特急       | 0-1本 | 0-1本 | 0-1本 | 0-1本 | 0-1本    | 0-1本 | 0-1本 | 0-1本 | 0-1本 | 0-1本      | 一部、東京メトロ千代田線直通（北千住駅まで） 土休日のみ運転 |
| 運行本数   | 快速急行   | 3本   | 3本   | 3本   | 3本   | 3本      | 3本   | 3本   | 3本   |       |            |                                                             |
| 運行本数   | 各駅停車   |       |       | 0-2本 | 0-2本 | 6本      | 6本   | 6本   | 6本   |       |            | うち3本は大和駅で快速急行待避                               |
| 運行本数   | 各駅停車   |       |       |       |       | 5本      |       |       |       |       |            |                                                             |

それぞれの種別色（カラーコード）は、「小田急小田原線」を参照（特急ロマンスカーと一部の列車種別を除く）。

#### 特急ロマンスカー
小田原線新宿駅 - 藤沢駅・片瀬江ノ島駅間に朝方から日中の上下と夕方の上りに「えのしま」が運転されている。2004年12月11日の快速急行新設に伴うダイヤ改正以降、平日日中はほとんど運転がなく、土休日はおおむね2時間に1本程度の運転である。夕方の下りに「ホームウェイ」が運転されている。なお、2016年3月26日のダイヤ改正より、江ノ島線内での50000形「VSE」の定期運用が始まり、ロマンスカー全形式が江ノ島線に乗り入れることとなった。
また、2018年3月のダイヤ改正より東京メトロ千代田線と直通運転を行い、北千住駅 - 片瀬江ノ島駅間を運行する「メトロえのしま」が土休日に下り2本、上り1本設定されている。車両は地下鉄直通が可能な60000形「MSE」が使用される。
停車駅等は列車によって異なるので、それぞれの列車の項目を参照。

#### 快速急行
2004年12月11日に登場した種別である。小田原線内・江ノ島線内ともに急行より停車駅を減らし、速達化を図っている。日中は1時間に3本の運転で10両編成で運転されている。江ノ島線内では過去に運行されていた湘南急行と停車駅が同一となっている。
江ノ島線の快速急行は、平日・土休日共に全ての列車が新宿駅 - 藤沢駅間の運転である。さらに快速急行の大部分は藤沢で片瀬江ノ島発着の各駅停車と接続する。
2018年3月16日までは片瀬江ノ島駅発着の列車は平日に下り2本・上り1本、土休日に上下1本のみ運転されていたが、2018年3月17日のダイヤ改正で運行形態が変更され、土休日の江ノ島線直通列車の本数が83本に増発され、うち18本を除き片瀬江ノ島発に変更された。この改正で平日の片瀬江ノ島駅発着は廃止され、停車駅に登戸駅が追加された。しかし、2022年3月12日のダイヤ改正で片瀬江ノ島駅発着は全廃となり、土休日も含めて全列車が藤沢駅折り返しとなった。このダイヤ改正以降、毎年1月1日に限り6時台の新宿行き2本を片瀬江ノ島始発に延長している。

#### 急行
1959年4月に登場した種別である。朝夕に新宿駅・町田駅・相模大野駅 - 藤沢駅間、新宿駅 - 大和駅・片瀬江ノ島駅間に10両編成で運転されている。土休日夜間の上り急行の一部は、大和駅で特急に追い越される。
2016年3月25日までは終日運転されていたが、2016年3月26日のダイヤ改正で、日中の快速急行が1時間あたり20分間隔3本の運転となるのに伴い、日中は新宿駅直通・線内運転ともに廃止となった。また、同ダイヤ改正で、本鵠沼駅及び鵠沼海岸駅に停車する急行は平日上り1本下り2本、土休日は上り4本下り2本に削減された。さらに2018年3月17日のダイヤ改正で、平日朝上りに相模大野駅で種別変更し、小田原線内は快速急行として運転する大和駅・藤沢駅・片瀬江ノ島駅発の列車が設定された。この改正で片瀬江ノ島発着は途中で種別変更する列車のみとなり、新宿駅まで全区間を通して急行で運転する片瀬江ノ島発着の列車は全て廃止された。また、下り列車は全て藤沢行きとなった。2022年3月12日のダイヤ改正では、土休日に限り全区間を通して急行運転を行う片瀬江ノ島発の列車が設定された。このダイヤ改正以降、毎年1月1日に限り5・6時台の藤沢行き2本を片瀬江ノ島行きに延長している。
2018年3月16日まで片瀬江ノ島駅発着の急行のうち、6両編成の列車は本鵠沼駅と鵠沼海岸駅にも停車していたが（列車番号は2500番台）、2018年3月17日のダイヤ改正より全ての急行列車が10両化されたことに伴い、この2駅は通過となった。

##### 停車駅の変遷
- 1959年4月（急行の運行開始）：相模大野駅・藤沢駅・片瀬江ノ島駅
- 1961年10月：長後駅が停車駅に加えられる。
- 1964年11月：本鵠沼駅と鵠沼海岸駅が停車駅に加えられる。
- 1965年11月：南林間駅と大和駅が停車駅に加えられる。
- 1990年3月27日：中央林間駅が停車駅に加えられる。
- 1998年8月22日：本鵠沼駅と鵠沼海岸駅が一部設定された10両編成による急行の通過駅となる[17]。この時点では、10両編成の電車の運用自体が少なく、あくまで「一部の急行列車が通過」とされた。
- 2000年12月2日：横浜市営地下鉄ブルーラインと相鉄いずみ野線が湘南台駅まで延伸したことに伴い同駅が停車駅に加えられる。
- 2004年12月11日：本鵠沼駅と鵠沼海岸駅が一部の6両編成による急行のみの停車駅となる。6両編成のほとんどが10両編成に置き換わり、通過列車の割合が大きくなったことから、「一部の急行列車が停車」としたのみである。1998年8月22日からこの前日までの停車パターンと変わったわけではない。
- 2016年3月26日：日中の運転系統を大幅に変更し、本鵠沼駅と鵠沼海岸駅への停車が大幅に減少。
- 2018年3月17日：全ての急行が10両編成での運用となり、本鵠沼駅と鵠沼海岸駅が停車駅から外れた。

#### 各駅停車
大半が相模大野駅 - 藤沢駅間、藤沢駅 - 片瀬江ノ島駅間の折り返し運転だが、一部に町田駅発着の列車が存在する。大和駅・長後駅・藤沢駅では特急ロマンスカー・快速急行・急行などの待ち合わせや通過待ちを行う列車がある。平日の日中における町田駅・相模大野駅 - 藤沢駅間運行の列車は、大和駅で快速急行との待ち合わせ（一部長後駅での通過待ち）をする列車と、途中駅での待ち合わせのない列車が交互に運転される。
急行停車駅以外の駅のホーム有効長が6両分のため、すべての列車が6両編成である（2008年3月のダイヤ改正で4両編成の運転はなくなった）。2008年3月14日までは相模大野駅で種別変更し、小田原線内は急行となる列車もあったが、2008年3月15日のダイヤ改正で全て廃止された。
2008年3月15日のダイヤ改正より下り終電および上り初電として、大和駅発着の列車が運転されている。
2016年3月26日ダイヤ改正で、平日朝の新宿駅発片瀬江ノ島駅行きと成城学園前駅発片瀬江ノ島駅行きの2本を除き、小田原線の玉川学園前以東を発着とする各駅停車は廃止となった。この改正で平日日中は全列車江ノ島線内運転、土休日はおよそ20分おきに町田駅発着（時間帯により相模大野発着）も運転されるようになった。さらに2018年3月17日のダイヤ改正で前記の平日朝下り片瀬江ノ島駅行き2本がともに廃止され、小田原線の玉川学園前以東発の各駅停車は消滅した。また、朝ラッシュ時の本数が毎時8本から毎時6本へと減便された。
2018年3月17日より、平日朝1本のみ片瀬江ノ島始発の新宿行が復活したが、2019年3月16日ダイヤ改正で廃止され、新宿発着の列車は廃止された。
2022年3月12日のダイヤ改正で、原則として藤沢駅で運転系統が分割され、全線通しの運転は早朝・深夜の一部列車のみとなった。

### 臨時列車

#### 特急ロマンスカー
め組エクスプレス
- 1983年7月、小田原線新宿駅 - 片瀬江ノ島駅間にて運行される。3000形「SSE」充当。

江ノ島・鎌倉エクスプレス
- 1990年4月 - 5月、多摩線唐木田駅 - 小田原線新百合ヶ丘駅経由 - 片瀬江ノ島駅間にて運行される。

湘南マリンエクスプレス
- 1990年7月 - 8月、多摩線唐木田駅 - 小田原線新百合ヶ丘駅経由 - 片瀬江ノ島駅間にて運行される。

湘南国際マラソン号
- 2007年3月18日、新宿駅→片瀬江ノ島駅間にて運行。
  - 停車駅
相模大野駅・藤沢駅・片瀬江ノ島駅

湘南マリン号
- 2008年7月 - 8月、多摩線唐木田駅 - 小田原線新百合ヶ丘駅経由 - 片瀬江ノ島駅間にて運行される。60000形「MSE」（一部は20000形「RSE」）充当。また、2009年7月 - 8月にも成城学園前駅 - 片瀬江ノ島駅間で運行された。

ニューイヤーエクスプレス
- 毎年1月1日、小田原線新宿駅 - 片瀬江ノ島駅間にて運行される[15][16]。

メトロニューイヤー号
- 2010年 - 2021年の1月1日、東京メトロ千代田線北千住 - 片瀬江ノ島駅間で運行されていた。元日の臨時列車として初めて60000形「MSE」が初めて運用された。

#### 千代田線直通列車
秋のレジャートレイン 江の島号
- 2004年秋に東京メトロ千代田線綾瀬駅 - 片瀬江ノ島駅間で運転された臨時列車で、綾瀬駅 - 相模大野駅間は秋のレジャートレイン 箱根号（綾瀬駅 - 箱根登山鉄道線箱根湯本駅の臨時列車）と併結運転され、秋のレジャートレイン 箱根・江の島号と称した。
- 10月10日・30日 - 11月21日の土曜・日曜に運転された（祝日である11月3日には運転されていない）。
  - 停車駅
相模大野駅・中央林間駅・大和駅・湘南台駅・藤沢駅・本鵠沼駅・鵠沼海岸駅・片瀬江ノ島駅

江の島マリン号
- 2003年 - 2005年の夏に東京メトロ（←営団地下鉄）千代田線綾瀬駅 - 片瀬江ノ島駅間で運転された臨時列車で、このうち2003年と2004年は綾瀬駅 - 相模大野駅で箱根湯～ゆう号（綾瀬駅 - 箱根登山鉄道線箱根湯本駅の臨時列車）と併結運転された。
- 2003年は7月26日 - 8月16日の土曜に、2004年は7月24日 - 8月22日、2005年は7月23日 - 8月21日（8月13日を除く）の土曜・日曜に運転された。
  - 2003年の停車駅
相模大野駅・藤沢駅・本鵠沼駅・鵠沼海岸駅・片瀬江ノ島駅
  - 2004年・2005年の停車駅
相模大野駅・中央林間駅・大和駅・湘南台駅・藤沢駅・本鵠沼駅・鵠沼海岸駅・片瀬江ノ島駅（2004年秋のレジャートレイン 江の島号と同一）

箱根・湘南あじさい号・湘南・鎌倉あじさい号
- 2004年6月19日 - 6月27日の土曜・日曜に江ノ島マリン号と同じルートで箱根・湘南あじさい号が運転された。綾瀬駅 - 相模大野駅間は箱根湯本行と併結運転された。
- 2005年は6月11日 - 6月26日の土曜・日曜に湘南・鎌倉あじさい号として運転された。
  - 停車駅
相模大野駅・中央林間駅・大和駅・湘南台駅・藤沢駅・片瀬江ノ島駅

箱根駅伝応援号
- 2004年以降、1月2日と3日に東京メトロ千代田線 - 箱根登山鉄道線箱根湯本駅・小田急江ノ島線藤沢駅間で運転される臨時列車。1月2日は千代田線大手町駅→箱根湯本駅・藤沢駅の運転で、3日は箱根湯本駅→綾瀬駅の運転である。また、箱根湯本駅で2日は箱根町行、3日は箱根町発の連絡バスと接続する。なお、2004年は復路にも藤沢駅→綾瀬駅で運転していた。
  - 2004年の停車駅
相模大野駅・藤沢本町駅・藤沢駅
  - 2005年・2006年の停車駅
相模大野駅・中央林間駅・大和駅・藤沢本町駅・藤沢駅
  - 2007年の停車駅
相模大野駅・中央林間駅・大和駅・湘南台駅・藤沢本町駅・藤沢駅

### 過去の列車種別

#### 直通
直通は、江ノ島線開業時（1929年4月1日）から1945年6月まで存在した種別である。
この時期の「各駅停車」は新宿駅 - 稲田登戸駅（現・向ヶ丘遊園駅）間のみで運行されており、稲田登戸駅より先へむかう列車は小田原線も江ノ島線もすべて「直通」だった。なお小田原線の「直通」が稲田登戸駅以遠各駅停車だったのに対し、江ノ島線「直通」は玉川学園前駅、新原町田駅（現・町田駅）からの各駅に停車していた。
- 停車駅
江ノ島線内各駅停車

#### 準急
準急は、1946年10月1日から2002年3月22日まで存在した種別である。晩年は定期列車での設定はなく、年末年始の終夜臨上りでのみ運行されていた。
- 停車駅
江ノ島線内各駅停車

#### 通勤急行
通勤急行は、1955年3月25日から1971年4月まで存在した種別である。
- 停車駅の変遷
  - 1955年3月25日（通勤急行の登場）
相模大野駅・南林間駅・大和駅・新長後駅（現・長後駅）・藤沢 - 片瀬江ノ島間の各駅
  - 1962年 - 数年
数年間のみ、朝ラッシュ時の上り列車の1本に限り六会駅（現・六会日大前駅）が停車駅となる。

#### 快速急行（夏季臨時）
1957年 - 1960年代に存在した種別で、現在の「快速急行」とは別物である。
鵠沼海岸・江ノ島への海水浴客輸送用の臨時列車で、夏季のみ運行された。
- 停車駅の変遷
  - 1957年
相模大野駅・藤沢駅・鵠沼海岸駅・片瀬江ノ島駅
  - 1958年 - 廃止まで
相模大野駅・藤沢駅・片瀬江ノ島駅

#### 湘南急行
湘南急行は、2002年3月23日から2004年12月10日まで存在した種別である。江ノ島線内では急行より停車駅を減らし、速達化を図っていた。新宿駅 - 藤沢駅間で、10両編成で運行された。また、2003年3月28日までは土休日の一部列車が片瀬江ノ島駅まで乗り入れていた。2004年12月11日のダイヤ改正で、快速急行に置き換えられた。
- 停車駅
新宿方面・相模大野駅・中央林間駅・大和駅・湘南台駅・藤沢駅・片瀬江ノ島駅

## 車両

### 通勤型
- 1000形 - 現在は4両または10両編成のため、快速急行・急行で運用。
- 3000形（2代）
- 4000形（2代） - 全編成が10両編成のため、快速急行・急行で運用。
- 5000形（2代） - 全編成が10両編成のため、快速急行・急行で運用。
- 8000形

2000形は全編成が8両編成のため、江ノ島線では運用されない。

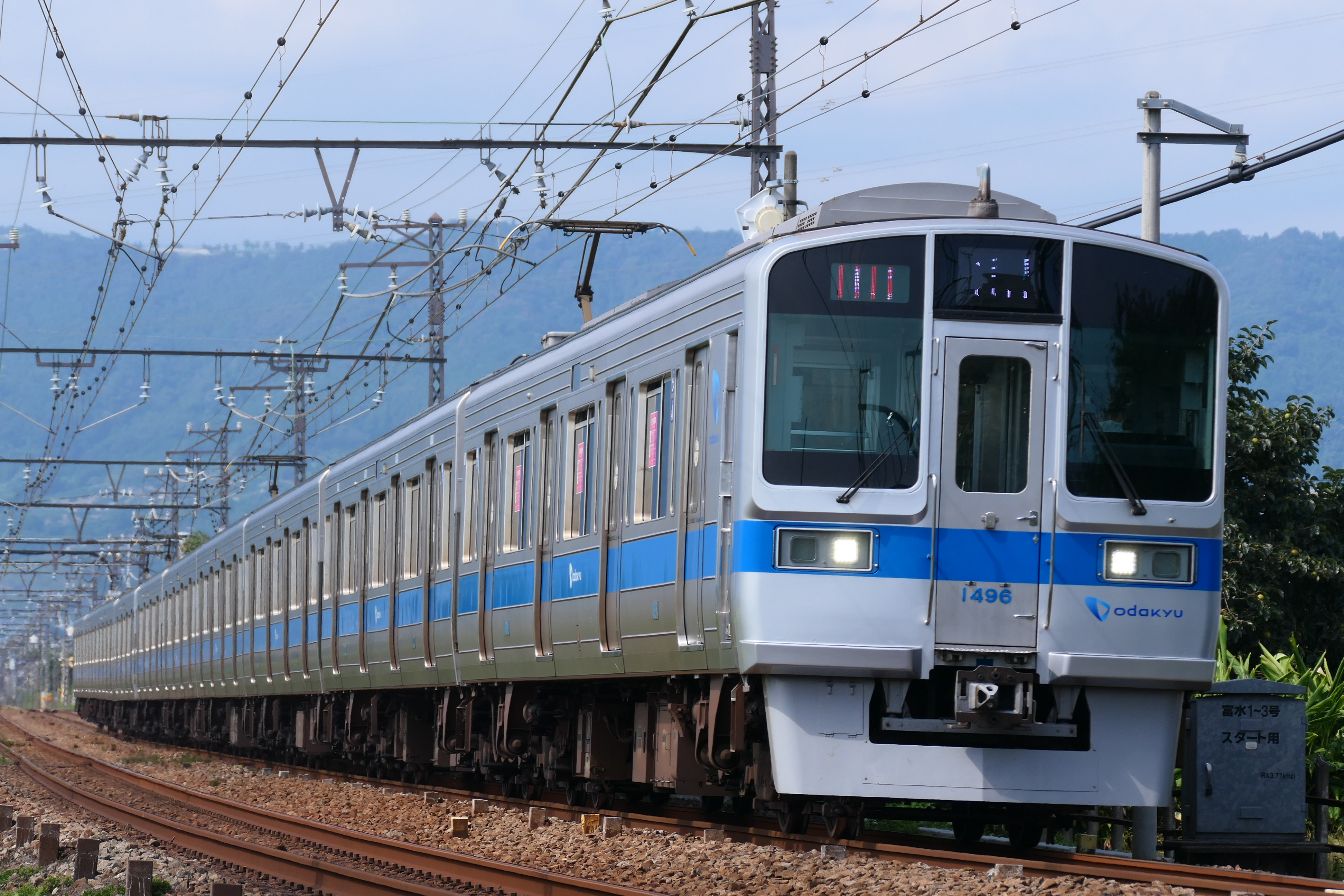
1000形
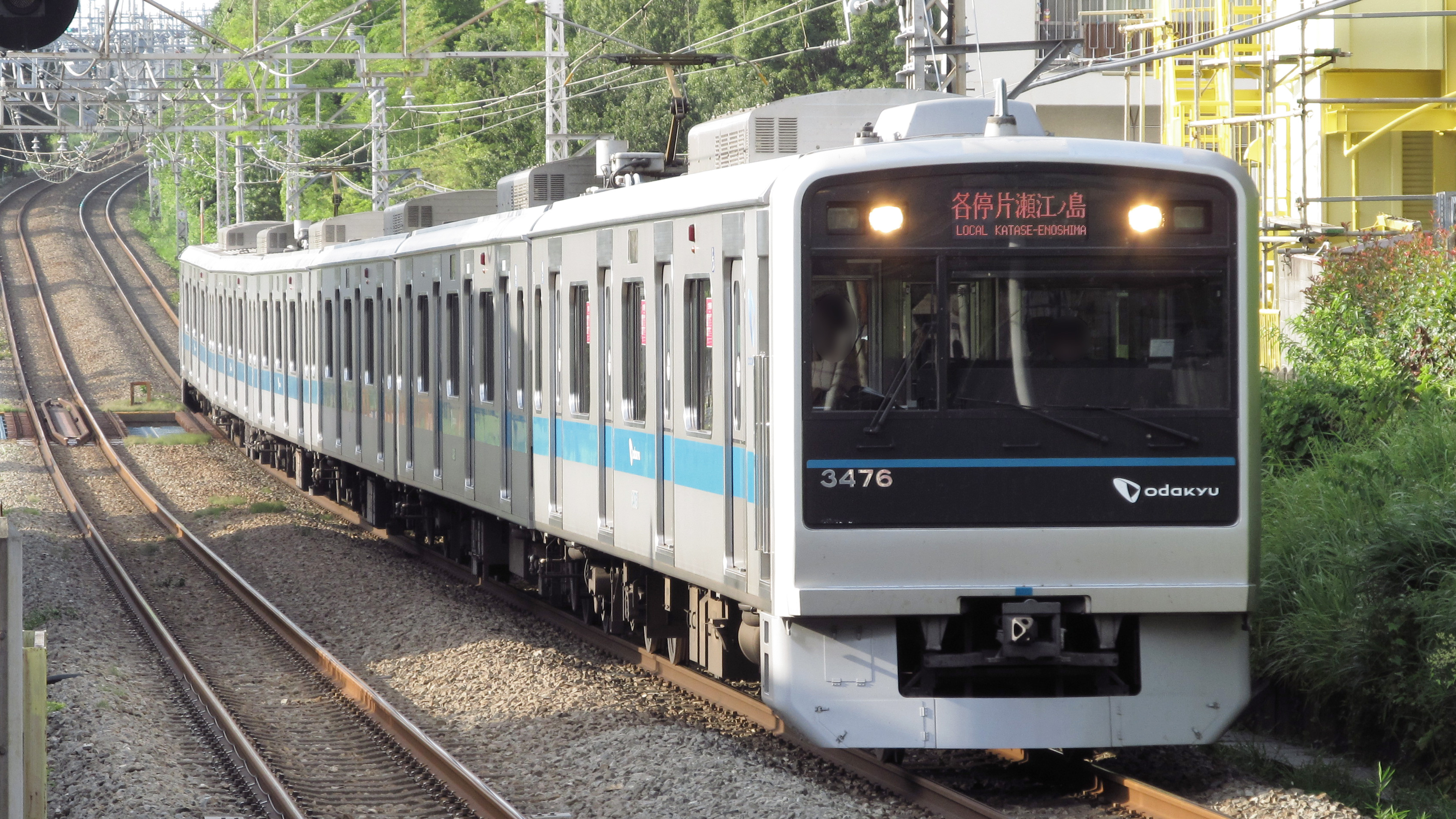
3000形（2代）
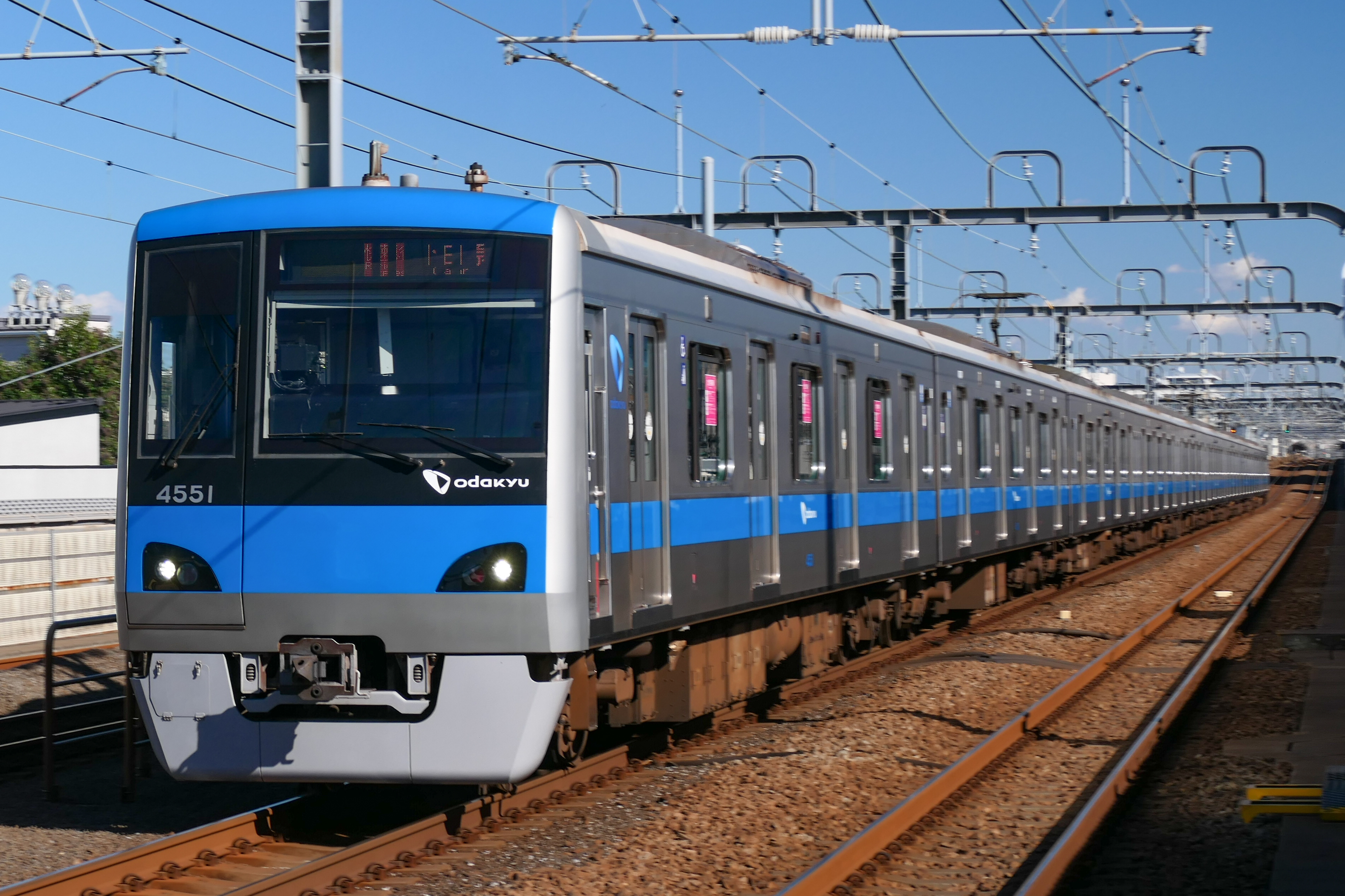
4000形（2代）
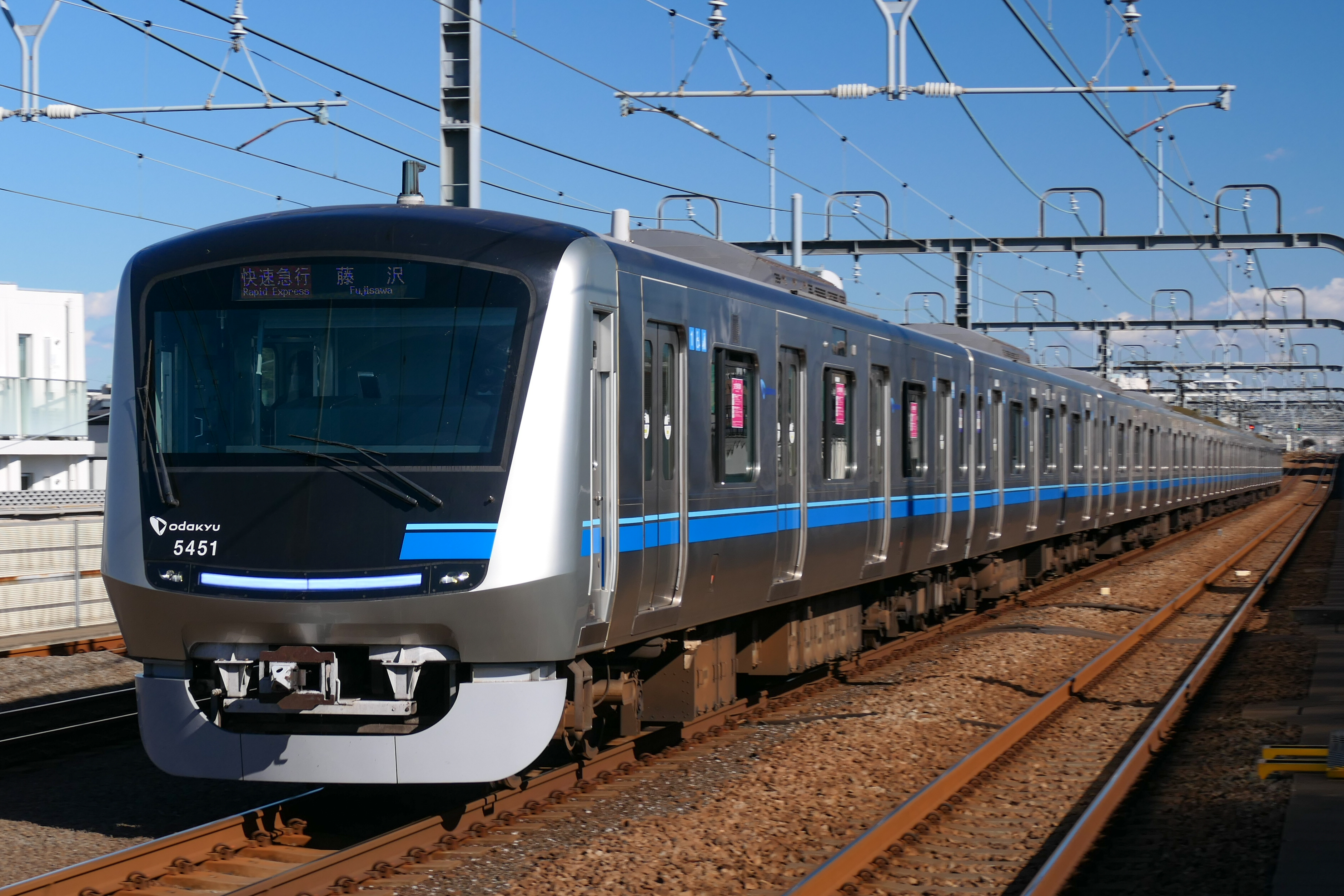
5000形（2代）
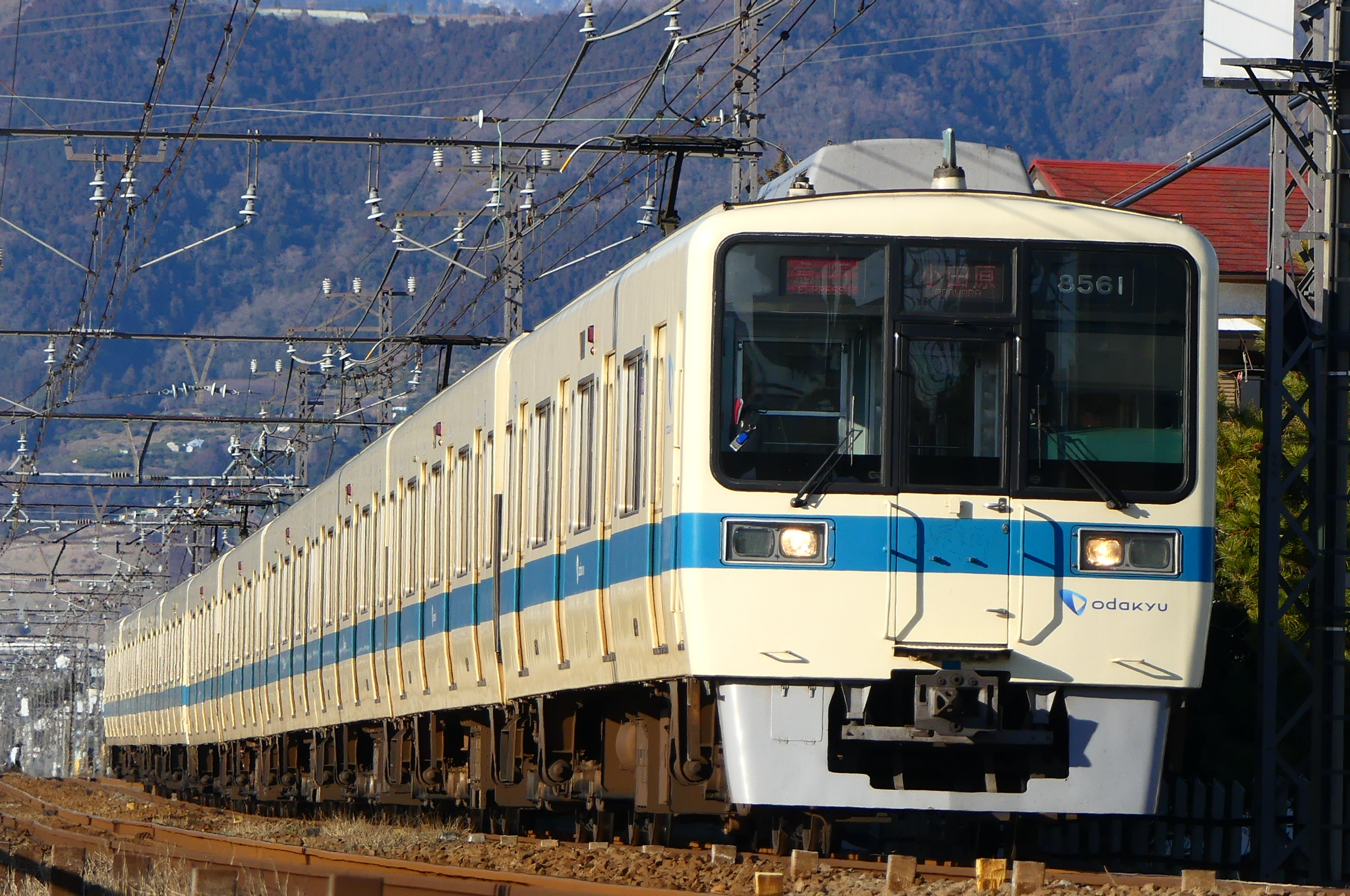
8000形

### 特急型
- 30000形「EXE」「EXEα」
- 60000形「MSE」
- 70000形「GSE」

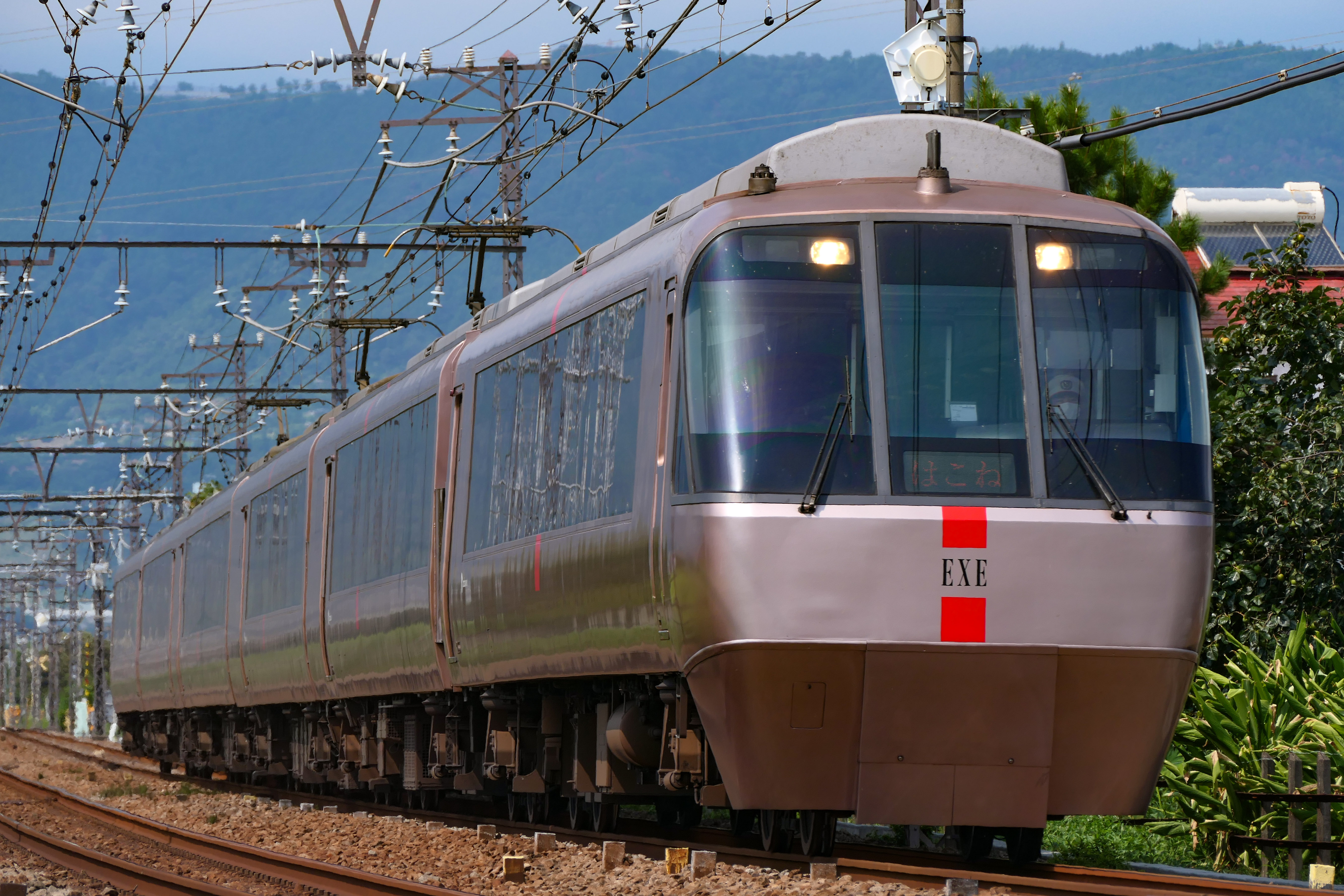
30000形「EXE」
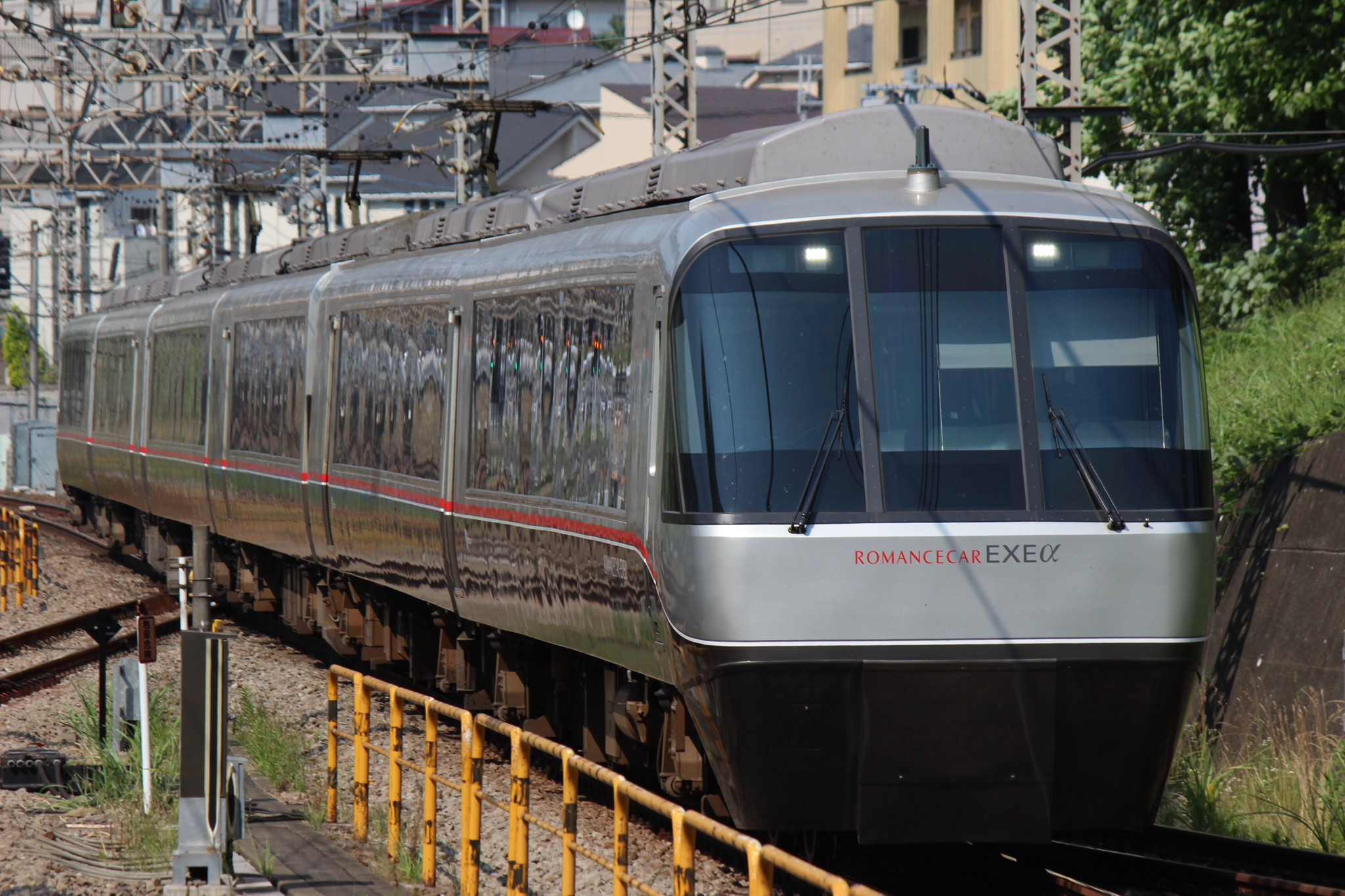
30000形「EXEα」
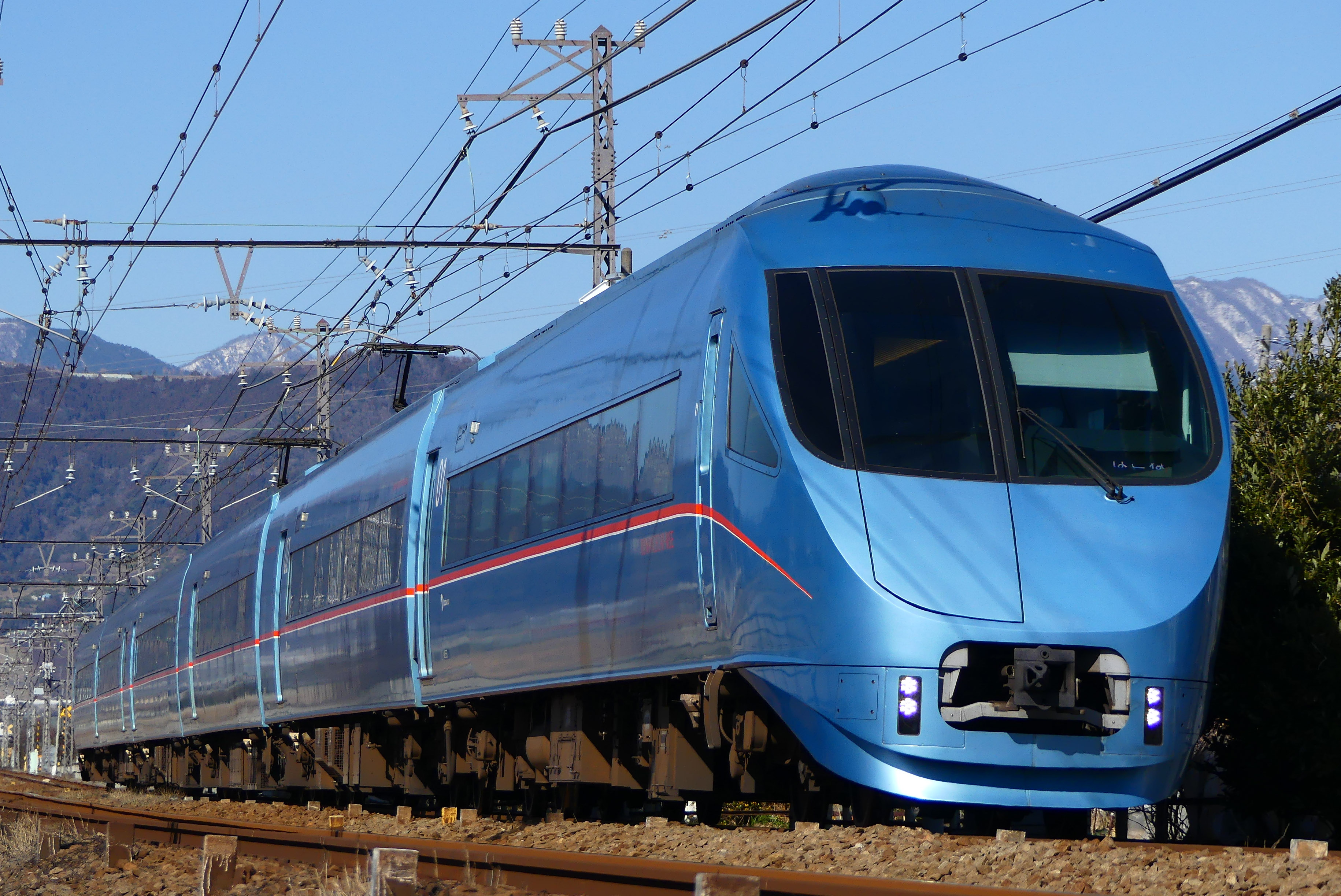
60000形「MSE」
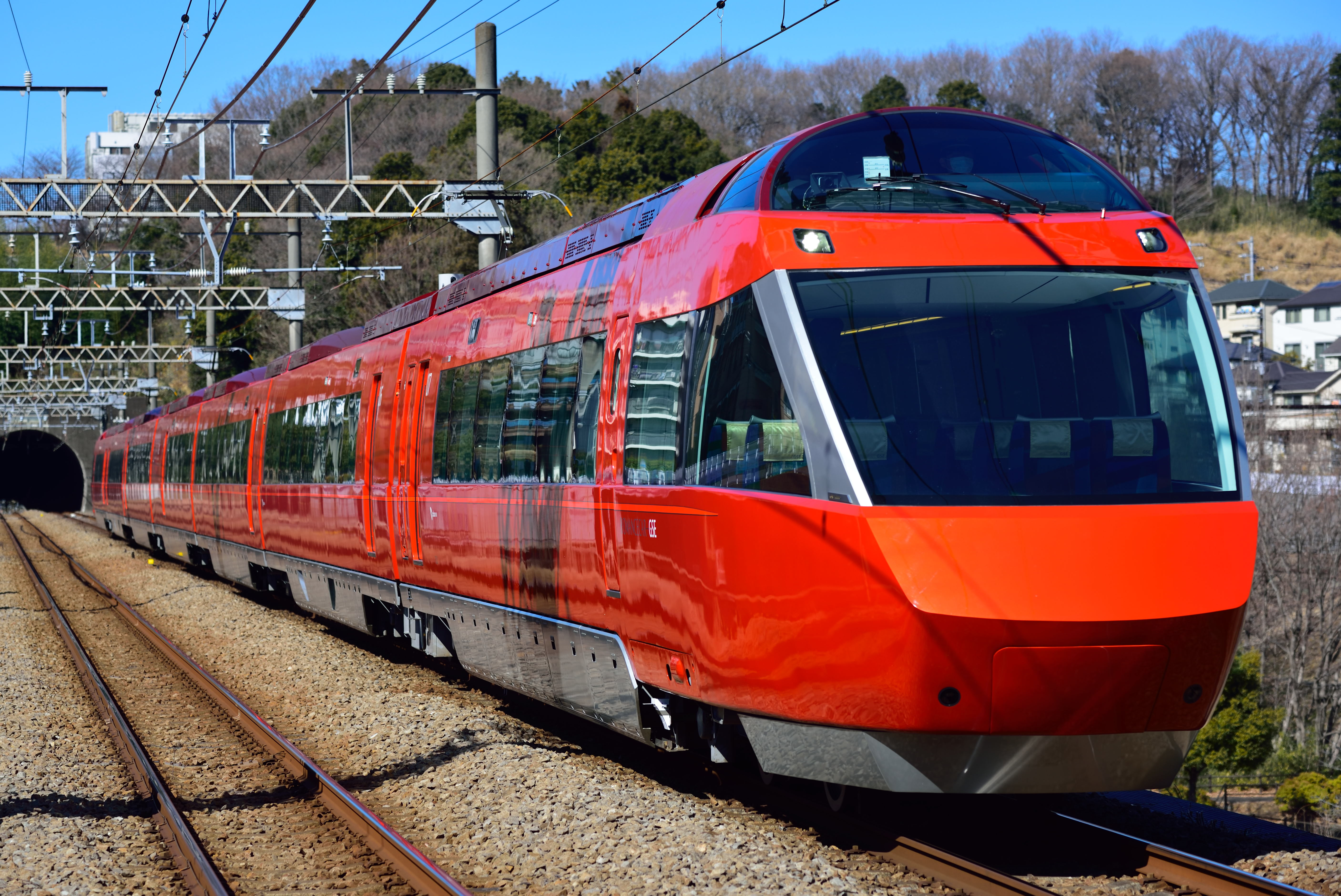
70000形「GSE」

## 女性専用車
平日朝7:30 - 9:30に新宿駅に到着する上り急行（相模大野駅から快速急行）の最後部1号車に女性専用車が設定されている（片瀬江ノ島駅 - 藤沢駅間を除く）。

## 駅一覧
- 駅番号は、2014年1月より順次導入[18]。
- 全駅神奈川県内に所在。
- 各駅停車は各駅に停車するため省略（相模大野分岐点は通過）。
- 小田急ロマンスカーの停車駅は当該項目を参照のこと。
- 小田原線との運賃計算は相模大野分岐点経由で行う。小田原方面との運賃は相模大野駅 - 相模大野分岐点間のキロ程を含めずに計算する。

凡例
- 停車駅 - ●：停車、｜：通過、↑：通過・当該駅の区間は上り方向のみ運転（急行のみ）
- 待避設備 - ◇：あり、空欄：なし

| 駅番号 | 駅名                                   | 改札鋏 | 駅間 キロ | 累計キロ      | 累計キロ  | 急行 | 快速急行 | 接続路線・備考                                                                                       | 待避設備 | 所在地        | 所在地        |
| 駅番号 | 駅名                                   | 改札鋏 | 駅間 キロ | 相模大野 から | 新宿 から | 急行 | 快速急行 | 接続路線・備考                                                                                       | 待避設備 | 所在地        | 所在地        |
| ------ | -------------------------------------- | ------ | --------- | ------------- | --------- | ---- | -------- | --- | -------- | ------------- | ------------- |
| OH28   | 相模大野駅 （相模女子大学 最寄駅）     |        | -         | 0.0           | 32.3      | ●    | ●        | 小田急電鉄： 小田原線（新宿駅及び、一部の特急のみ 東京メトロ千代田線北千住駅まで直通運転）           | ◇        | 相模原市 南区 | 相模原市 南区 |
| -      | 相模大野分岐点                         |        | -         | (0.2)         | (32.5)    | ｜   | ｜       | 小田原線との実際の分岐位置                                                                           |          | 相模原市 南区 | 相模原市 南区 |
| OE01   | 東林間駅                               |        | 1.5       | 1.5           | 33.8      | ｜   | ｜       | |          | 相模原市 南区 | 相模原市 南区 |
| OE02   | 中央林間駅                             |        | 1.5       | 3.0           | 35.3      | ●    | ●        | 東急電鉄： 田園都市線（ 大井町線直通列車あり） (DT27)                                                |          | 大和市        | 大和市        |
| OE03   | 南林間駅                               |        | 1.5       | 4.5           | 36.8      | ●    | ｜       | |          | 大和市        | 大和市        |
| OE04   | 鶴間駅                                 |        | 0.6       | 5.1           | 37.4      | ｜   | ｜       | |          | 大和市        | 大和市        |
| OE05   | 大和駅                                 |        | 2.5       | 7.6           | 39.9      | ●    | ●        | 相模鉄道： 相鉄本線 (SO14)                                                                           | ◇        | 大和市        | 大和市        |
| OE06   | 桜ヶ丘駅                               |        | 2.2       | 9.8           | 42.1      | ｜   | ｜       | |          | 大和市        | 大和市        |
| OE07   | 高座渋谷駅                             |        | 2.0       | 11.8          | 44.1      | ｜   | ｜       | |          | 大和市        | 大和市        |
| OE08   | 長後駅                                 |        | 2.2       | 14.0          | 46.3      | ●    | ｜       | | ◇        | 藤沢市        | 藤沢市        |
| OE09   | 湘南台駅                               |        | 1.8       | 15.8          | 48.1      | ●    | ●        | 相模鉄道： 相鉄いずみ野線 (SO37) 横浜市営地下鉄： ブルーライン（1号線） (B01)                        |          | 藤沢市        | 藤沢市        |
| OE10   | 六会日大前駅                           |        | 1.5       | 17.3          | 49.6      | ｜   | ｜       | |          | 藤沢市        | 藤沢市        |
| OE11   | 善行駅                                 |        | 2.4       | 19.7          | 52.0      | ｜   | ｜       | |          | 藤沢市        | 藤沢市        |
| OE12   | 藤沢本町駅                             |        | 1.6       | 21.3          | 53.6      | ｜   | ｜       | |          | 藤沢市        | 藤沢市        |
| OE13   | 藤沢駅                                 |        | 1.8       | 23.1          | 55.4      | ●    | ●        | 東日本旅客鉄道： 東海道線（上野東京ライン・湘南新宿ライン） (JT 08) 江ノ島電鉄： 江ノ島電鉄線 (EN01) | ◇        | 藤沢市        | 藤沢市        |
| OE14   | 本鵠沼駅                               |        | 1.5       | 24.6          | 56.9      | ↑    |          | |          | 藤沢市        | 藤沢市        |
| OE15   | 鵠沼海岸駅                             |        | 1.3       | 25.9          | 58.2      | ↑    |          | |          | 藤沢市        | 藤沢市        |
| OE16   | 片瀬江ノ島駅 （新江ノ島水族館 最寄駅） |        | 1.7       | 27.6          | 59.9      | ●    |          | |          | 藤沢市        | 藤沢市        |